# Завражское сельское поселение
Завражское сельское поселение — сельское поселение в составе Никольского района Вологодской области.
Центр — деревня Завражье.
Население по данным переписи 2010 года — 1303 человека, оценка на 1 января 2012 года — 1285 человек.

## История
В 1999 году был утверждён список населённых пунктов Вологодской области. Согласно этому списку в Завражский сельсовет входили 17 населённых пунктов.
В 2000 году были упразднены деревни Мочальник и Пенома.
1 января 2006 года в соответствии с Федеральным законом № 131 «Об общих принципах организации местного самоуправления в Российской Федерации» образовано Завражское сельское поселение, в состав которого вошёл Завражский сельсовет.

## География
Расположено на востоке района. Граничит:
- на севере с Байдаровским сельским поселением,
- на западе с Краснополянским сельским поселением,
- на юго-западе с Пермасским сельским поселением,
- на юго-востоке с Костромской областью.

## Населённые пункты
С 2021 года в состав сельского поселения входят 14 населённых пунктов, в том числе
11 деревень,
3 посёлка.
| Населённый пункт      | ОКАТО          | Рег. номер | Расстояние до районного центра, км | Расстояние до центра поселения, км | Индекс | Координаты                      |
| --------------------- | -------------- | ---------- | ---------------------------------- | ---------------------------------- | ------ | ------------------------------- |
| деревня Веселая Грива | 19 234 820 002 | 4935       | 32                                 | 12                                 | 161451 | 59°24′35″ с. ш. 45°57′32″ в. д. |
| деревня Высокая       | 19 234 820 003 | 4937       | 36                                 | 6                                  | 161451 | 59°27′01″ с. ш. 45°56′45″ в. д. |
| посёлок Высокинский   | 19 234 820 004 | 4936       | 45                                 | 15                                 | 161452 | 59°28′40″ с. ш. 46°03′38″ в. д. |
| деревня Дунилово      | 19 234 820 005 | 4939       | 38                                 | 15                                 | 161451 | 59°20′07″ с. ш. 45°50′42″ в. д. |
| посёлок Дуниловский   | 19 234 820 006 | 4938       | 38                                 | 15                                 | 161453 | 59°19′47″ с. ш. 45°51′31″ в. д. |
| деревня Ермаково      | 19 234 820 007 | 4940       | 33                                 | 3                                  | 161451 | 59°25′58″ с. ш. 45°50′09″ в. д. |
| деревня Завариха      | 19 234 820 008 | 4941       | 33                                 | 3                                  | 161451 | 59°27′53″ с. ш. 45°52′45″ в. д. |
| деревня Завражье      | 19 234 820 001 | 4934       | 30                                 | -                                  | 161451 | 59°26′30″ с. ш. 45°51′57″ в. д. |
| деревня Куревино      | 19 234 820 009 | 4942       | 38                                 | 7                                  | 161451 | 59°22′33″ с. ш. 45°51′22″ в. д. |
| деревня Пеженьга      | 19 234 820 012 | 4945       | 40                                 | 10                                 | 161451 | 59°25′02″ с. ш. 45°59′42″ в. д. |
| деревня Сорокино      | 19 234 820 014 | 4947       | 31                                 | 1                                  | 161451 | 59°27′13″ с. ш. 45°52′30″ в. д. |
| деревня Старыгино     | 19 234 820 015 | 4948       | 32                                 | 2                                  | 161451 | 59°27′34″ с. ш. 45°52′35″ в. д. |
| деревня Токовица      | 19 234 820 016 | 4949       | 34                                 | 4                                  | 161451 | 59°24′35″ с. ш. 45°50′18″ в. д. |
| посёлок Чегодаевский  | 19 234 820 017 | 4950       | 40                                 | 10                                 | 161451 | 59°27′03″ с. ш. 46°01′09″ в. д. |

### Упразднённые населённые пункты
27 февраля 2021 года упразднена деревня Малое Старыгино.
| Населённый пункт        | ОКАТО          | Рег. номер | Расстояние до районного центра, км | Расстояние до центра поселения, км | Индекс | Координаты                      |
| ----------------------- | -------------- | ---------- | ---------------------------------- | ---------------------------------- | ------ | ------------------------------- |
| деревня Малое Старыгино | 19 234 820 010 | 4943       | 48                                 | 18                                 | 161452 | 59°31′52″ с. ш. 46°04′43″ в. д. |

Населённые пункты, упразднённые 1.02.2000:
| Населённый пункт  | ОКАТО          | Рег. номер | Расстояние до районного центра, км | Расстояние до центра поселения, км |
| ----------------- | -------------- | ---------- | ---------------------------------- | ---------------------------------- |
| деревня Мочальник | 19 234 820 011 | 4944       | 59                                 | 29                                 |
| деревня Пенома    | 19 234 820 013 | 4946       | 60                                 | 30                                 |

Населённые пункты, упразднённые до 2000 года: деревня Исарова Грива, деревня Исаровка.